# Žuvinto ežeras ir Buktos miškas
Žuvinto ežeras ir Buktos miškas este o arie protejată (arie specială de conservare — SAC, sit de importanță comunitară — SCI) din Lituania întinsă pe o suprafață de 15.868 ha, integral pe uscat.

## Localizare
Centrul sitului Žuvinto ežeras ir Buktos miškas este situat la coordonatele 54°28′01″N 23°32′56″E / 54.4669°N 23.5489°E.

## Înființare
Situl Žuvinto ežeras ir Buktos miškas a fost declarat sit de importanță comunitară în aprilie 2004 pentru a proteja 3 specii de plante și 6 specii de animale. Situl a fost protejat și ca arie specială de conservare în martie 2009.

## Biodiversitate
Situată în ecoregiunea boreală, aria protejată conține 16 habitate naturale: Ape puternic oligomezotrofe cu vegetație bentonică cu Chara spp., Lacuri și iazuri distrofice naturale, Pajiști cu Molinia pe soluri calcaroase, turboase sau argilos-nămoloase (Molinion caeruleae), Liziere de ierburi înalte hidrofile de câmpie și de nivel montan până la alpin, Pajiști aluvionare boreale nordice, Fânețe de joasă altitudine (Alopecurus pratensis, Sanguisorba officinalis), Turbării active, Mlaștini oligotrofe degradate, capabile încă de regenerare naturală, Mlaștini turboase de tranziție și turbării mișcătoare, Izvoare fino-scandinave și mlaștini produse de izvoare bogate în minerale, Mlaștini alcaline, Păduri fino-scandinave bogate în ierburi cu Picea abies, Păduri caducifoliate de mlaștină fino-scandinave, Păduri de stejar sau de stejar și carpen sub-atlantice și medio-europene de Carpinion betuli, Mlaștini împădurite, Păduri aluvionare cu Alnus glutinosa și Fraxinus excelsior (Alno-Padion, Alnion incanae, Salicion albae).
La baza desemnării sitului se află mai multe specii protejate:
- plante (3): o specie rară de mușchi (Drepanocladus vernicosus), moșișoare (Liparis loeselii), ochii-șoricelului (Saxifraga hirculus)
- amfibieni (1): buhai de baltă cu burta roșie (Bombina bombina)
- mamifere (1): vidră de râu (Lutra lutra)
- nevertebrate (4): Dytiscus latissimus, fluturele flitirar (Euphydryas maturna), fluturele purpuriu (Lycaena dispar), Vertigo angustior

Pe lângă speciile protejate, pe teritoriul sitului au mai fost identificate 12 specii de plante.